# Тригрошова опера (фільм, 1962)
«Трихгрошова опера» (нім. Die Dreigroschenoper) — франко-німецький художній фільм, поставлений Вольфгангом Штаудте у 1962 році. Друга екранізація однойменної п'єси Бертольта Брехта після фільму 1931 року у постановці Г. В. Пабста.

## Сюжет
Лондон, район Сохо. Місцевий бандит Меккі-Ніж (Курд Юргенс), неофіційний, але істинний хазяїн району, одружується на красуні Поллі Пічем (Джун Річі), батько якої проводир лондонських жебраків (Герт Фрьобе). Пічем вимагає від поліцейського Брауна (Ліно Вентура) упіймати бандита Міккі і ув'язнити. Але Поллі не збирається зраджувати коханого і охоче переймає на себе командування бандою, починаючи свою діяльність з того, що бере контроль над місцевим банком. Колишня коханка Меккі, відома повія на прізвисько Дженні-Малина (Гільдеґард Кнеф) здає його поліції. Проте начальник поліції Браун мало заклопотаний кримінальною обстановкою у місті, він заплутався в отримуваних ним хабарах: одні платять за те, щоб Меккі сидів у в'язниці, інші — за те, щоб був відпущений. А тим часом проводир жебраків організовує демонстрацію, що загрожує зірвати призначену коронацію.

## У ролях
| Актор / акторка   |   | Роль                 |
| ----------------- | - | -------------------- |
| Курд Юрґенс       | • | Мекхіт - «Меккі-ніж» |
| Гільдеґард Кнеф   | • | Дженні Малина        |
| Герт Фрьобе       | • | Дж. Дж. Пічем        |
| Хільде Гілдебранд | • | Селія Пічем          |
| Джун Річі         | • | Поллі Пічем          |
| Ліно Вентура      | • | Браун, шеф поліції   |
| Марлен Варліх     | • | Люсі Браун           |
| Вальтер Гіллер    | • |                      |
| Ганс В. Хамахер   | • | констебль Сміт       |
| Хеннінг Шлютер    | • | преподобний Кімбл    |